# صفر عیسی‌قوف
صفر جمعه‌قدیرویچ عیسی‌قوف (به قرقیزی: Сапар Жумакадырович Исаков) (زاده ۲۹ ژوئیه ۱۹۷۷) یک سیاستمدار قرقیزستانی است که از ۲۶ اوت ۲۰۱۷ تا ۱۹ آوریل ۲۰۱۸ نخست‌وزیر قرقیزستان بوده‌است. او پیش از این رئیس دفتر رئیس‌جمهور الماس‌بیگ آتامبایف بود.
در ۱۹ آوریل ۲۰۱۸، رئیس‌جمهور قرقیزستان سورنبای جینبکف، عیسی‌قوف و دولت را در پی رأی عدم اعتماد که توسط سه فراکسیون در پارلمان این کشور آغاز شد، برکنار کرد. این رأی به‌دلیل نارضایتی از عملکرد دولت در سال ۲۰۱۷ به‌سبب مدیریت ضعیف بودجه ملی، آمادگی ناکافی برای فصل گرما و عدم نظارت دولتی هنگام ارتقاء نیروگاه حرارتی بیشکک آغاز شد.
عیسی‌قوف در ۵ ژوئن ۲۰۱۸ دستگیر شد؛ او با اتهامات فساد ناشی از شکست نیروگاه حرارتی بیشکک مواجه شد. شرکت چینی تبی‌ین الکتریک اپریتس و سیاستمداران قرقیزستانی از جمله عیسی‌قوف متهم به فساد جنایی و انحراف غیرقانونی سرمایه شدند. وی در ۶ دسامبر ۲۰۱۹ به ۱۵ سال زندان و مجازات‌هایی از جمله مصادره اموال و سلب موقعیت دیپلماتیک محکوم شد.
در ژوئن ۲۰۲۰، عیسی‌قوف به سوء استفاده از بودجه دولتی ناشی از بازسازی طولانی و پرهزینه موزه تاریخ دولتی و هیپودروم در چالپان‌آتا محکوم شد و به ۱۲ سال حبس دیگر محکوم گشت اما این حکم بعداً به ۳ سال کاهش یافت. این حکم در اوت ۲۰۲۰ تأیید شد.